# Die Whoopee Boys
Die Whoopie Boys ist eine Filmkomödie aus dem Jahr 1986.

## Handlung
Jake Bateman und Barney Benar, zwei gerissene Lebenskünstler, lernen sich in der Großstadt kennen und reisen gemeinsam an die Küste, um dort ihr Glück zu machen. Nach einer turbulenten Reise mit einem zu überführenden Luxusauto kommen sie bei der hübschen, jungen und liebenswerten Olivia unter, die ein Kinderheim führt. Diese ist der Oberschicht zugehörig und soll demnächst ein großes Vermögen erben. Dies möchte sich gerne auch ihr reicher langjähriger Verehrer einverleiben, doch auch Jake hat sich in Olivia verliebt und so entbrennt ein Kampf um ihre Hand, der ziemlich kuriose Formen annimmt, in dem unter anderem eine Benimmschule, ein Geheimbund und eine Partie Lacrosse eine Rolle spielen.

## Kritik
„Recht flott erzähltes modernes Märchen, dessen Humor sich allerdings in Klamauk und Zoten erschöpft.“